# Miehlen
Miehlen este o comună din landul Renania-Palatinat, Germania.

## Istoric
În colțul din estul cartierului, care se extinde până la B 260, se așeză parohia mică romană Pfarrhofen.
Miehlen a fost pentru prima dată documentată în 1131, la acel moment ca "Milene".
Miehlen a aparținut din 1132 contelui din Laurenburg-Nassau. Din secolul al XIII-lea, a aparținut "celor doi conducători", un condominiu care era guvernat în comun de Nassau-Weilburg și Nassau-Idstein. În 1475, locul a obținut dreptul de piață și au existat bovine și Krammärkte de cinci ori pe an. În 1541 Reforma a fost introdusă în cel de-al doilea conducător și astfel în Miehlen. În timpul războiului de treizeci de ani 1618-1648 Miehlen a fost puternic devastat și a fost practic dispărut în 1635/1636. Din acest moment, se păstrează jurnalele pastorului protestante Plebanus, care semnalează jafuri, plăgi, foamete, atrocități și chiar canibalism.
Miehlen a fost până în secolul al XIX-lea reședință oficială Nassauischer.
Două-maestru a existat până în 1803.
1806, satul a devenit parte a Ducatului de la Nassau și face parte din biroul Nastätten. După războiul german-german din 1866, a venit în Regatul Prusiei.
După sfârșitul primului război mondial, Miehlen a aparținut până în 1929 zonei de ocupație franceză.
În cursul zilei de 28 martie 1945, Miehlen era ocupat de trupele americane.
În 1946, Miehlen a devenit parte a statului Renania-Palatinat. În 1969, orașul a venit la Rhein-Lahn-Kreis.
În 1972, locul a devenit parte a localității Nastätten.

## Geografie
Miehlen este situat în Miehlener Grund, în vestul Hintertaunului. În mijlocul orașului, de-a lungul drumului principal, curge Mühlbach. O mare parte din cartierul Miehlener este folosit pentru agricultură. Numai în est, în jurul Bettendorf, sunt plantații.
Orașele vecine sunt Bettendorf (nord-est), Nastätten (sud-est), Hainau (sud-vest) și Marienfels (nord-vest).

## Personalități marcante
- Johannes Bückler, tâlhar vestit

1. ↑  Alle politisch selbständigen Gemeinden mit ausgewählten Merkmalen am 31.12.2018 (4. Quartal) (în germană), Statistisches Bundesamt[*], arhivat din original la 10 martie 2019, accesat în 10 martie 2019